# Freestyle (film 2023)
Freestyle	 è un film del 2023 diretto da Maciej Bochniak.

## Trama
Una stella nascente del rap con un passato criminale cerca di salvare il suo studio di registrazione organizzando un traffico di droga molto pericoloso.

## Distribuzione
Il film è stato distribuito sulla piattaforma Netflix a partire dal 13 settembre 2023.